# Aljaksandar Milinkevič

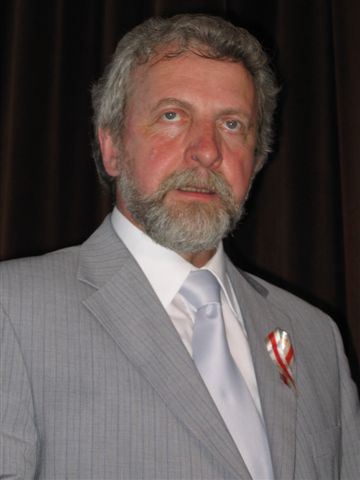
Ve Varšavě 5. července 2006

Aljaksandar Uladzimiravič Milinkevič (bělorusky Алякса́ндар Уладзі́міравіч Мілінке́віч), také psán jako Alaksandr Milinkievič či Alexandr Milinkevič (* 25. července 1947 Grodno), je běloruský fyzik a opoziční politik; byl společným prezidentským kandidátem běloruské opozice pro volby v roce 2006. Za své aktivity získal v roce 2006 Sacharovovu cenu za svobodu myšlení.

## Život
Aljaksadr Milinkevič se narodil v západoběloruské vesničce Beršty. Je vnukem aktivisty běloruského národního hnutí, které probíhalo ve 20. letech 20. století a zároveň i prapravnukem účastníka polského Lednového povstání v roce 1863. Vystudoval fyziku na univerzitě v západoběloruském Grodně a získal doktorát v témže oboru na běloruské Akademii věd v Minsku. Jeho hlavním oborem je kvantová elektronika a laserová technika. Ve svém oboru později na Grodenské univerzitě přednášel (získal zde titul docent) a účastnil se výzkumu ve fyzikálním ústavu v Minsku. Publikoval kolem sedmdesáti vědeckých prací.
Mezi lety 1980 a 1984 pomáhal zakládat katedru fyziky na Sétifské univerzitě v Alžírsku. Jako docent působil na Grodenské univerzitě mezi lety 1978 a 1980 a znovu v letech 1984–1990. V té době začal spolupracovat s místními úřady jako šéf jedné z komisí.
Na počátku devadesátých let se aktivně účastnil komunální politiky. V letech 1990–1996 působil ve funkci místostarosty Grodna pro otázky kultury, školství a tělovýchovy. V roce 1996 se svých funkcí vzdal na protest proti zmanipulovanému referendu, díky kterému si Lukašenko prodloužil svou vládu o dva roky. Následně v roce 1996 založil občanské sdružení Ratuša („radnice“), které bylo v roce 2003 zakázáno a nyní působí, stále pod vedením Milinkeviče, ilegálně.
Roku 2001 se stal vedoucím týmu Sjamjona Domaše, jednoho z opozičních kandidátů na prezidenta ve volbách 2001.
Milinkevič je ženatý, má dva syny a jednu vnučku. Kromě rodné běloruštiny mluví polsky, anglicky, francouzsky a rusky. Vedle fyziky a politiky se věnuje také historii.

## Prezidentské volby 2006
- 17. března 2006: šéf běloruského KGB hrozil, že každý kdo bude protestovat proti výsledkům voleb, bude považován za teroristu, za což v Bělorusku hrozí i trest smrti.
- 19. března 2006: konání voleb; ještě večer byly vyhlášeny předběžné výsledky, podle kterých Lukašenko získal 81 % a opozice následně uspořádala několikatisícovou demonstraci před budovou Paláce republiky v Minsku. Opozice a mezinárodní pozorovatelé, kteří se dostali do Běloruska, označili volby za zmanipulované. V den voleb bylo cca 500 členů volebních štábů Milinkeviče ve vazbě. Ve volebních komisích nebyli žádní zástupci opozice.
- 20. března 2006: Ústřední volební komise zveřejnila oficiální výsledky, podle kterých dostal Lukašenko 82,6 %, Milinkevič 6 %, Hajdukevič 3,5 %, Kazulin 2,3 % – při celkové účasti 92,6 % voličů. Podle opozice, která se odvolává na výzkum ruského Centra Jurije Levady, Lukašenko dostal 47 % a Milinkevič 25,6 %.